# Ernst Wunram
Ernst Wunram (* 27. Juli 1894 in Bremen; † 20. Juli 1975) war ein deutscher Politiker (CDU).
Wunram gehörte vom 4. März 1947 bis zum 19. April 1947 dem Landtag von Nordrhein-Westfalen in seiner zweiten Ernennungsperiode an.

## Weblink
Ernst Wunram beim Landtag Nordrhein-Westfalen
| Personendaten    | Personendaten                  |
| ---------------- | ------------------------------ |
| NAME             | Wunram, Ernst                  |
| KURZBESCHREIBUNG | deutscher Politiker (CDU), MdL |
| GEBURTSDATUM     | 27. Juli 1894                  |
| GEBURTSORT       | Bremen                         |
| STERBEDATUM      | 20. Juli 1975                  |